# Північна Салтівка

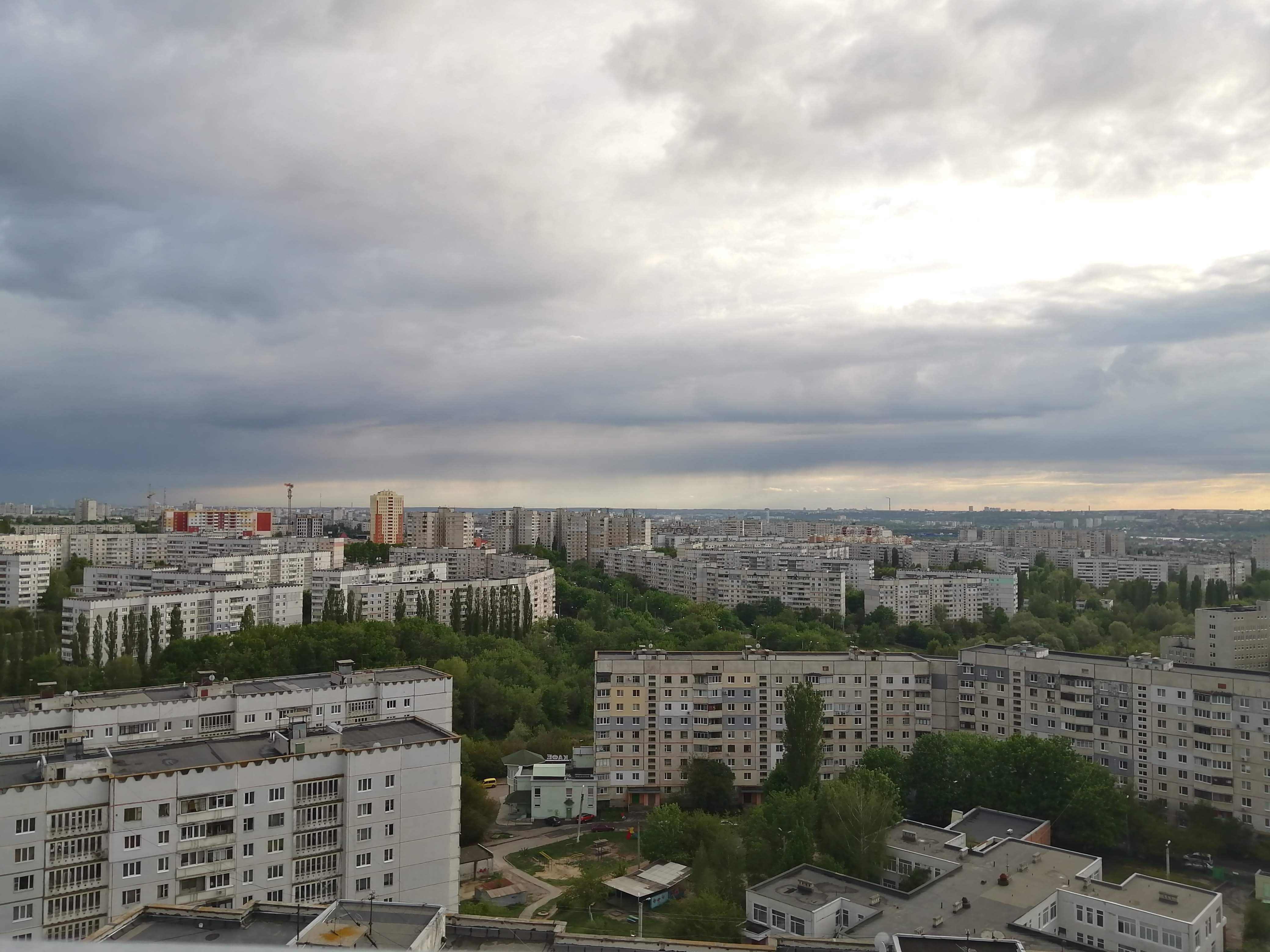
Північна Салтівка (вид на мікрорайони Північна-2, Північна-5 і Північна-4)

Північна Салтівка — район на північному сході міста Харків. Територіально відноситься до Салтівського житлового масиву. Один з найгустонаселеніших районів міста. У 2022 році Північну Салтівку було сильно ушкоджено через російські бомбардування.

## Географія
Район складається з п'яти мікрорайонів і некласифікованої ділянки (територія Салтівського трамвайного депо):
- Північна-1, також Джерела
- Північна-2
- Північна-3
- Північна-4
- Північна-5

Північна Салтівка знаходиться у Київському районі. З півдня межує з 524-м і 531-м мікрорайонами, з заходу і північного заходу з Великою Данилівкою і МЖК «Інтернаціоналіст», з півночі і сходу обмежується Окружною автомобільною дорогою.

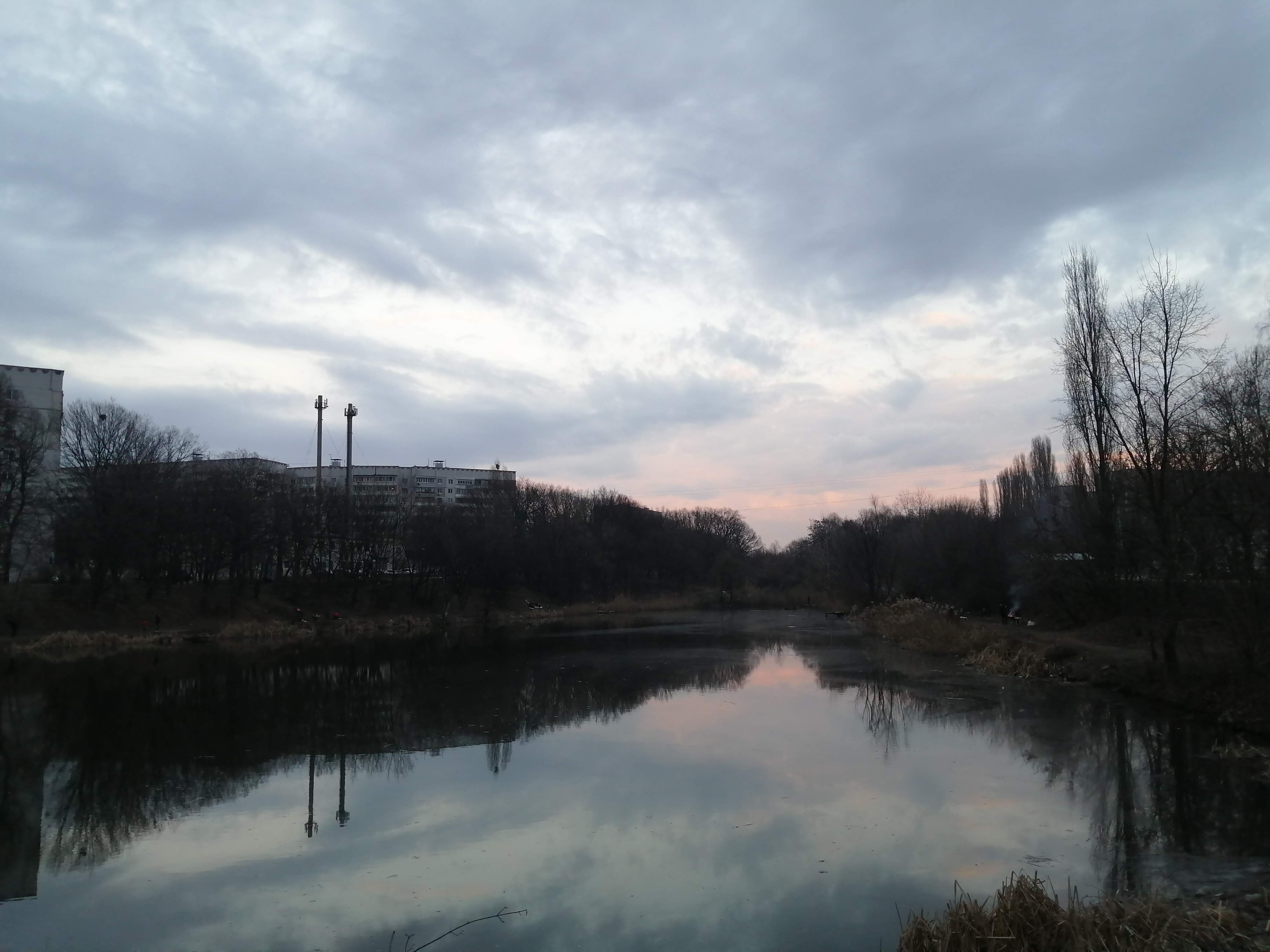
Манжосівка

Райони розмежовуються вулицями: Леся Сердюка, Гвардійців Широнінців, Наталії Ужвій, Метробудівників, Соборності України та Джерельною. Вулиця Леся Сердюка є продовженням однієї з основних магістралей Салтівки і Харкова в цілому — вулиці Академіка Павлова. Вона, також, з'єднує Харків з Циркунами.
Північною Салтівкою тече Манжосів струмок, один з лівих притоків річки Харків. Через нього в районі вулиці Метробудівників прокладено дамбу.

## Історія

Манжосів та Безпалів (нині — Кітлярчин) яри на мапі 1783 року

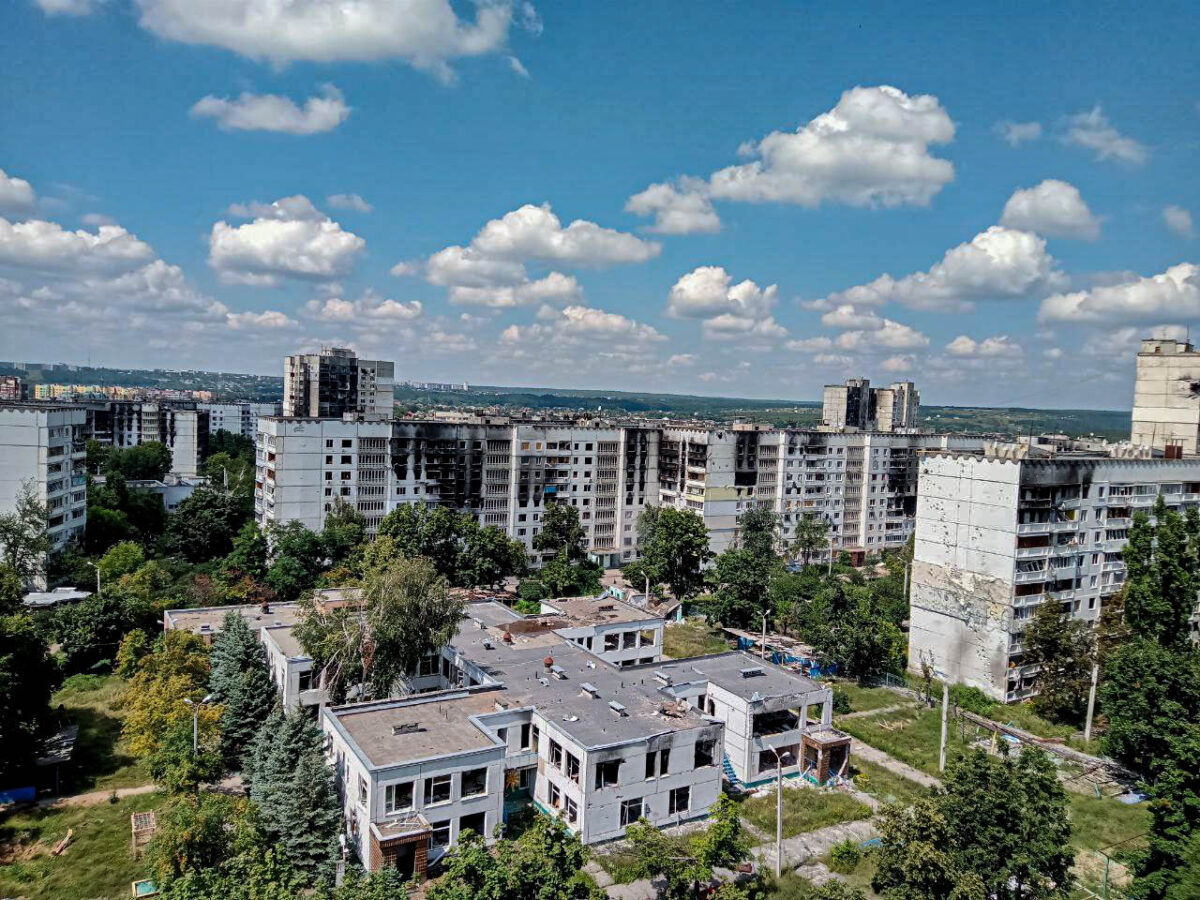
Після боїв за Харків

Північна Салтівка — один з наймолодших районів Харкова. Він був відбудований протягом 1987—1993 років. Забудована типовими 9-ти, 12-ти та 16-ти поверховими панельними будинками. Ґрунти цього району досить розмиті і пливунні, тому було виділено досить багато коштів на зведення цього жилого кварталу. Крім того при будівництві було знято верхні шари родючого ґрунту і вивезено за місто, тому на окраїнах району спостерігаються невеликі зсуви.
Під час російського вторгнення в Україну 2022 року Північна Салтівка зазнала сильних руйнувань.

## Інфраструктура

### Освіта, медицина і відпочинок

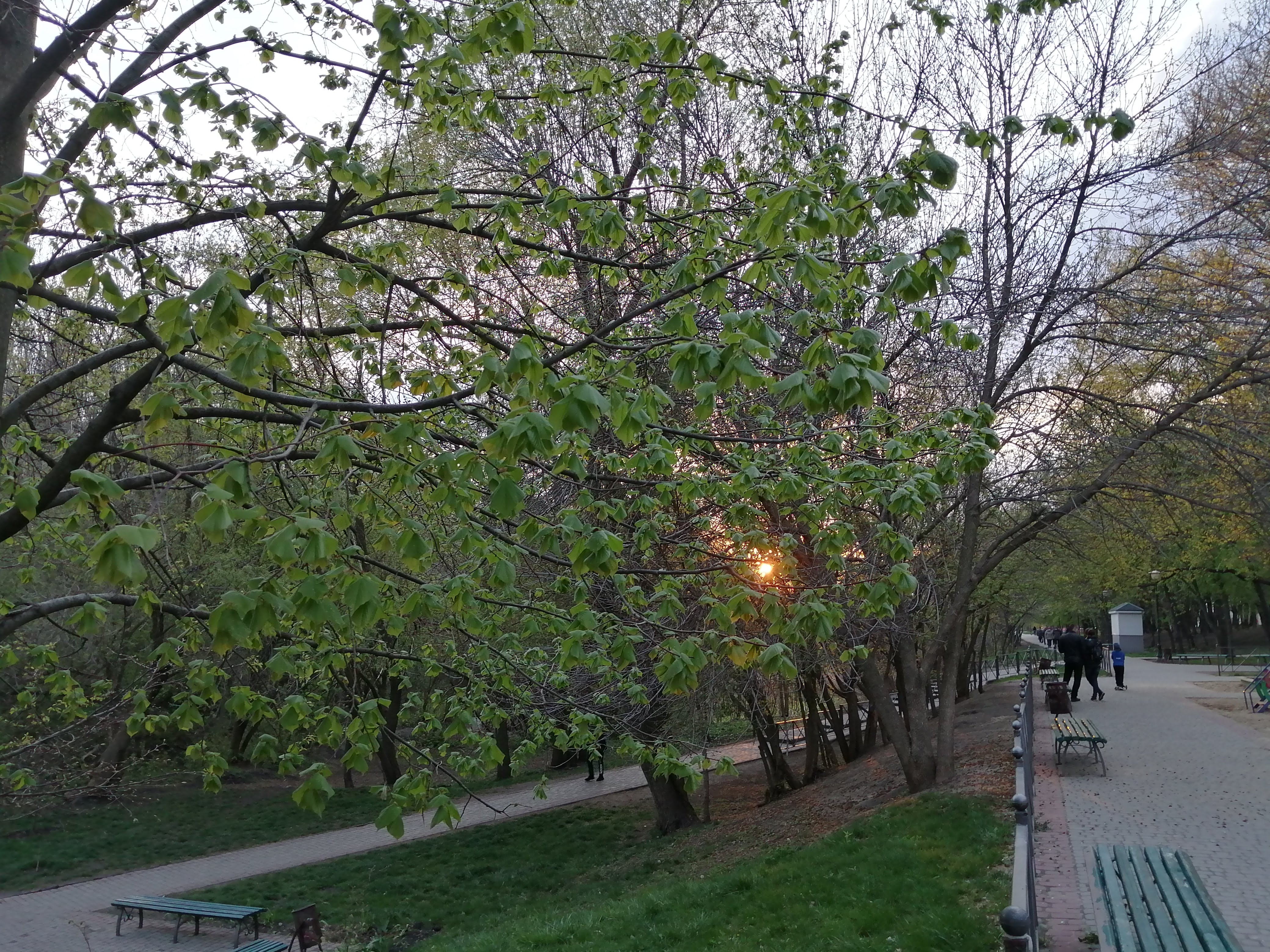
Парк «Манжосів Яр»

На території Північної Салтівки функціонує п'ять шкіл, вісім дитячих садків, велика районна поліклініка № 10, а також філіал дитячої поліклініки № 13. Також, у 2012 році був відбудований парк вздовж Манжосівки.

### Транспорт
Північна Салтівка є великим транспортним вузлом. Нею курсують тролейбуси 5-ти маршрутів: 31, 35, 42, 47 і 48 (бездротовий); а також автобуси 6-ти маршрутів: 55, 107, 204, 206, 247 і 259. Тут розташовані дві кінцеві зупинки, а вулиця Гвардійців-Широнінців (центральна вулиця району) є однією з найдовших і найзавантаженіших вулиць міста.
Планується подовження Салтівської лінії метрополітену за допомогою будівництва нової станції «Дружби Народів», платформа якої має знаходитися під перехрестям вулиці Дружби Народів і вулиці Леся Сердюка. Досі, район не має з'єднання з Харківською підземкою, але маршрути 47 і 48 курсують до найближчої станції метрополітену -  «Героїв Праці».

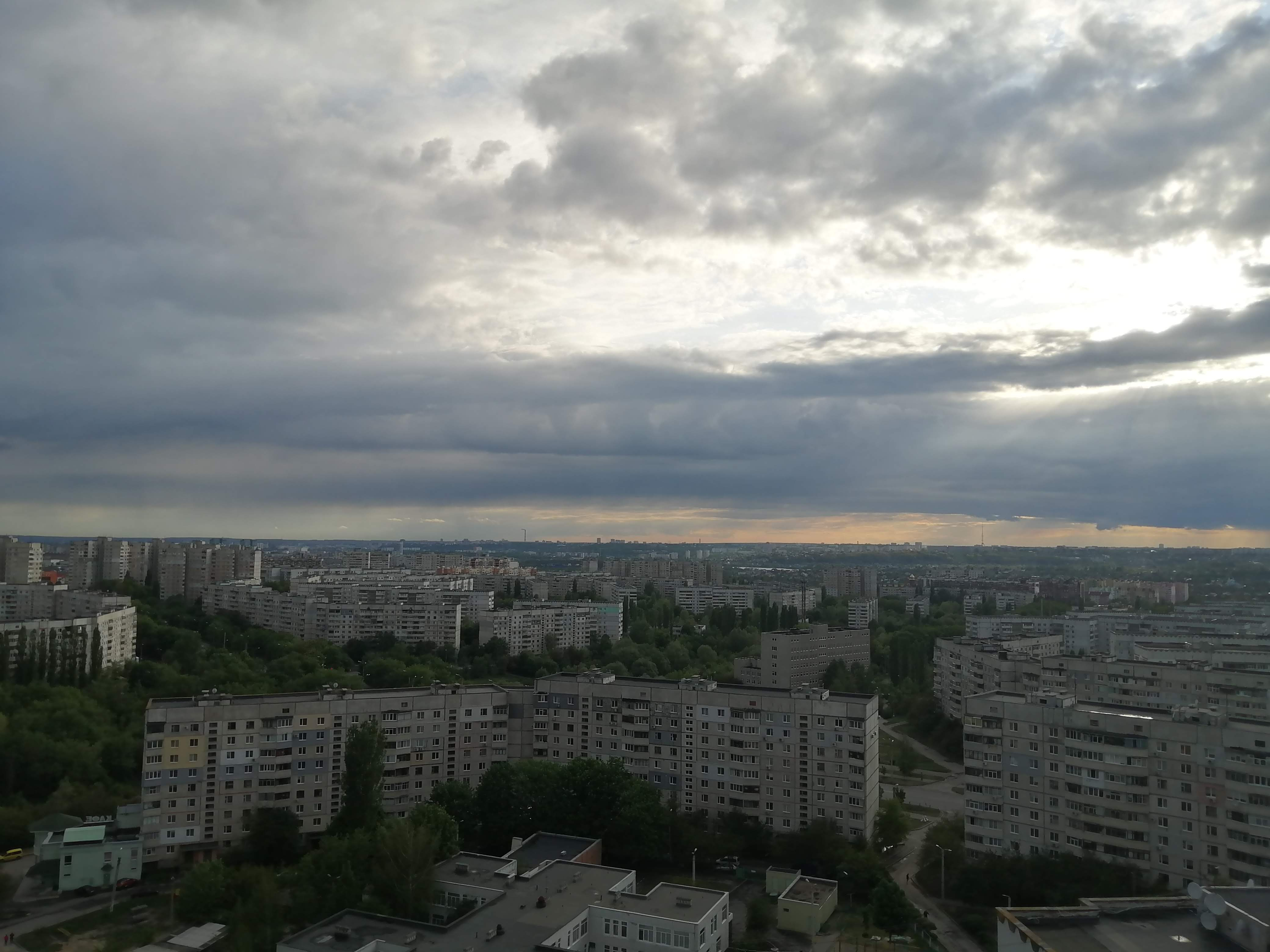
Північна Салтівка (вид на мікрорайони Північна-3 і Північна-4)

## Цікаві факти
- Нумерація будинків на вулиці Дружби Народів починається з 200, так як у часи СРСР, за планом, вона мала з'єднувати Північну Салтівку з селищем Жуковського, але після розпаду Союзу проект закинули.
- У період з 1991 до 1994 тут записував свої пісні Олександр Чернецький і його гурт «Разные люди»
- Тут розташований пам'ятник героям Чорнобиля. Його автором є Сейфаддін Гурбанов
- Північна Салтівка — єдиний район Салтівки, що одночасно знаходиться у Салтівському та Київському районі Харкова.